# جابر عساقلة
جابر عساقلة، (العبرية: ג'אבר עסאקלה)، (المغار، 20 أغسطس 1960-)، هو سياسي وقيادي فلسطيني نائب في الكنيست الاسرائيلية عن القائمة المشتركة. انتخب للمرة الأولى ضمن انتخابات سبتمبر 2019، ممثلاً عن الجبهة الديمقراطية للسلام والمساواة.
حاصل على اللقب الأول في الادب العربي والاستشارة، من الجامعة العبرية في القدس، واللقب الثاني في الاستشارة التربوية من جامعة حيفا.
متزوج من نوال عساقلة، ولهما ثلاثة أبناء، ويقيم في قريته المغار.

## نشأته ونشاطه
ولد جابر عساقلة في قرية المغار الجليلية لعائلة درزية، تلقى تعليمه الابتدائي والثانوي في قريته، وعند بلوغه الثامنة عشرة رفض الخدمة العسكرية الاجبارية في الجيش الاسرائيلي، والتي فرضت على أبناء الطائفة الدرزية في اسرائيل، وتعرض للسجن نتيجة لذلك.
نشط منذ بداية حياته في صفوف العمل الاهلي والحزبي ضمن الجبهة الديمقراطية للسلام والمساواة، وخلال دراسته الجامعية ترأس وقاد لجنة الطلاب العرب في الجامعة العبرية، وانتخب لرئاسة الاتحاد القطري للطلاب الجامعيين العرب. ضمن مسيرته المهنية بادر وركز نضالات جماهيرية متعددة، من اهمها النضال لالغاء ضريبة الأملاك، حيث قاد هذا النضال لمدة سبع سنوات حتى الغاء هذه الضريبة التي الحقت الإجحاف بالمواطنين العرب في إسرائيل على نحو خاص.
اشغل مناصب عدة من بينها، مدير مشارك لجمعية سيكوي ونائبا للمدير العام لمؤسسة شتيل ومديرا لبرامجها، ومديرا لبرامج الخريجين في مؤسسة مندل لتطوير القيادات، وعمل لسنوات طويلة مستشارا تنظيميا من حيث رافق تأسيس العديد من المؤسسات والجمعيات الأهلية في الداخل الفلسطيني.
انتخب في المكان الثامن في قائمة تحالف الجبهة الديمقراطية للسلام والمساواة والعربية للتغيير في انتخابات الكنيست الإسرائيلية ال 21 التي جرت في أبريل 2019، الا ان القائمة حصلت على 6 مقاعد فقط، وفي الانتخابات المبكرة الثانية للعام 2019 والتي اجريت في سبتمبر 2019، وبعد إعادة تشكل القائمة المشتركة جاء ترتيبه في المكان الثاني عشر، وتم دخوله الكنيست بعد حصول القائمة على 13 مقعد.